# Neue Universitätsstraße (Mainz)

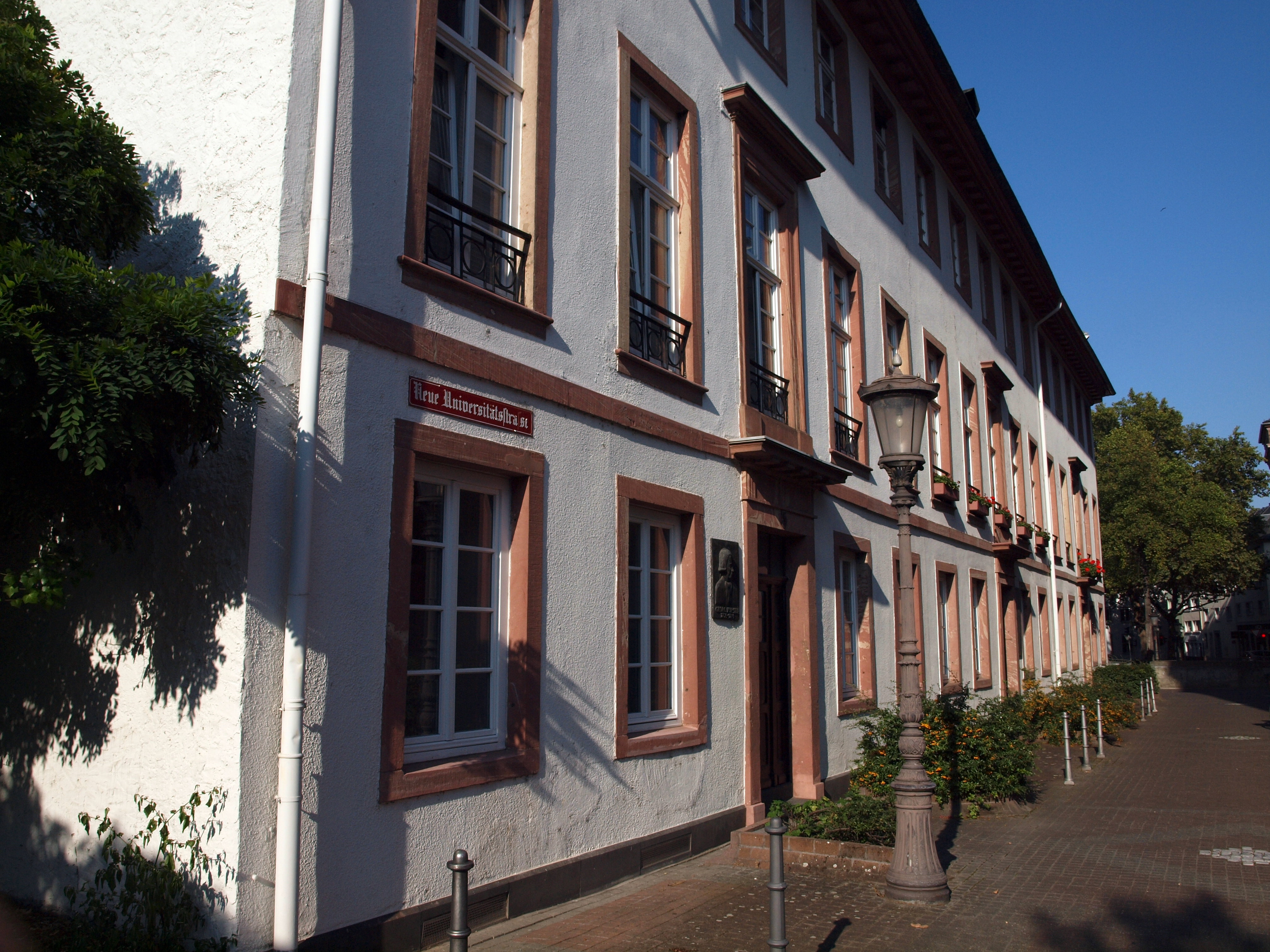
Die Neue Universitätsstraße in Mainz

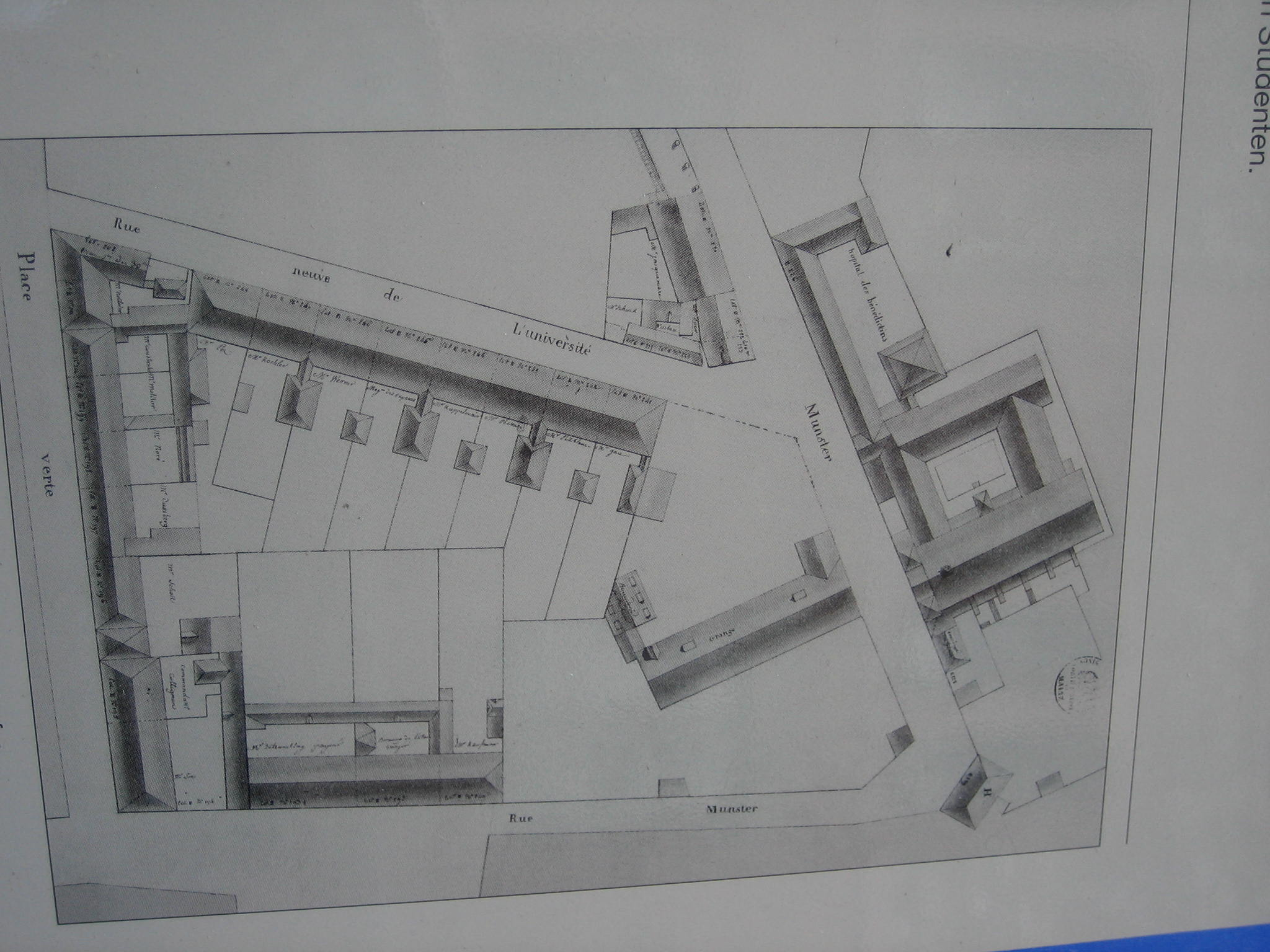
Lageplan der Neuen Universitätsstraße von 1808

Die Neue Universitätsstraße liegt in der Mainzer Altstadt zwischen Schillerstraße und Münsterstraße. Sie wurde zu Ende des 18. Jahrhunderts geschaffen und dem damaligen Eigentümer, dem Universitätsfonds, zu Ehren benannt. Die Häuser 5 bis 9 sind als Denkmalzone geschützt.

## Lage und Charakteristik

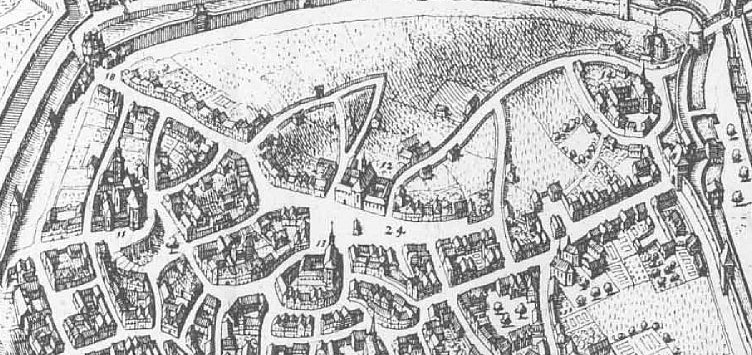
Detailausschnitt des „Dietsmarckt“, Plan nach Matthäus Merian dem Jüngeren, 1655

Das Gebiet in dem sich die Straße erstreckt war im Mittelalter bis zum Ausbau der Thiermarkt- oder Dietsmarcktstraße (heute Schillerstraße) weitgehend unbebaut. Erst als das Bleichenviertel im Rahmen des Festungsausbaus 1656 unter der Herrschaft von Kurfürst Johann Philipp von Schönborn trockengelegt und zur Bebauung freigegeben wurde und eine Verbindung zwischen Großer Bleiche und Thiermarkt hergestellt wurde, wurde eine Erschließung und Bebauung des Geländes interessant. Die Abtei Altmünster ließ ab 1699 auf den vorher gezielt erworbenen ehemaligen Gartengrundstücken bis 1719 Reihenmietshäuser errichten; diese wurden dann als Altmünsternonnenhäuser bekannt.
Dominierend an der heutigen Neuen Universitätsstraße sind die Gebäude, die der Ingenieur-Oberleutnant Rudolf Eickemeyer für den Universitätsfonds des Kurfürsten Friedrich Karl Joseph von Erthal plante. Am 15. November 1781 wurden die drei reichsten Mainzer Klöster – Altmünster, Kartause und Reichklara – und ihr gesamtes Vermögen in den neu gegründeten und bis heute bestehenden Universitätsfonds überführt. Eine Skizze aus der Zeit als Mayence völkerrechtlich zu Frankreich gehörte (1797–1814) zeigt wie die Straße im spitzen Winkel vom Place Verte abzweigte und zur Münsterstraße lief, wo sie auf das Hospital der Benediktiner stieß. Jedes der Reihenhäuser verfügte auf nordwestlichen Seite Hofflügel für die Kinder und Dienstboten und ein freistehendes Gartenhaus. Als Baustil löste der Klassizismus den Barock ab. Die Bauten in der Neuen Universitätsstraße gelten als frühe Vertreter der dieses Architekturstils in Mainz. Bereits damals trug die Straße ihren heutigen Namen, allerdings in französischer Sprache Rue neuve de l'université. Heute existieren noch drei der acht damals errichteten Reihenhäuser.
Die gegenüberliegende Straßenzeile wurde erst in den Jahren 1863 bis 1867 mit dem über 100 Meter langgestreckten Proviantamt der Bundesfestung Mainz bebaut.

## Bewirtschaftung
In diese neuen Wohnungen, wie auch in die als Altmünsternonnenhäuser bekannten Häuser an der Thiermarktstraße zogen bevorzugt „finanzstarke“ Professoren der Universität ein, wobei finanzstark relativ gesehen werden muss, da die Professoren, wie auch in anderen Städten üblich, untervermieteten. Zu den Professoren, die sich dort einmieteten, gehörten der Anatom und Anthropologe Samuel Soemmerring, der Publizist und Staatsmann Johannes von Müller, der Professor der Schönen Wissenschaften Friedrich Lehne, sowie der spätere Mitbegründer des Mainzer Jakobinerklubs, der Naturforscher, Ethnologe und Oberbibliothekar der Universität Georg Forster.
Nach dem Besuch des Ersten Konsuls im Oktober 1804 wurde das ganze Viertel zwischen der Abtei Altmünster und dem Schönborner Hof für die Einquartierung französischer Truppenkontingente requiriert. Die Professorenhäuser wurden erstmals in Offizierswohnungen gewandelt.
Ludwig I. von Hessen-Darmstadt schenkte das Haus Nr. 13 im Oktober 1817 der jungen Altmünstergemeinde als Pfarrhaus, mit der Auflage darin für die religiöse Ausbildung von jungen Protestanten im katholischen Mainz zu sorgen. Hermann-Josef Braun: Das christliche Mainz im 19. und 20. Jahrhundert. In: Franz Dumont, Ferdinand Scherf, Friedrich Schütz (Hrsg.): Mainz – Die Geschichte der Stadt. 2. Auflage. Verlag Philipp von Zabern, Mainz 1999, ISBN 3-8053-2000-0. S. 965.
Die Zweigstelle Mainz der „Reichsvermögensverwaltung für das besetzte rheinische Gebiet“ übernahm die Administration der beschlagnahmten Wohnungen als Mainz nach dem Ersten Weltkrieg der französischen Stadtkommandantur adäquate Wohnhausbauten für Offiziersfamilien zur Verfügung stellen musste.  Ein Teil der Bauten, die drei Häuser 11 bis 15, mussten dem Neubau eines Finanzamtsgebäudes zu Beginn der 1930er Jahre weichen. Die Altmünsternonnenhäuser wurden zwischen 1928 und 1930 als Ergebnis eines 1926 ausgeschriebenen Wettbewerbs für das Telehaus niedergelegt. Auch die Häuser 1 und 3 verschwanden bis 1953. Die verbliebenen Häuser 5, 7 und 9 wurden privatisiert und schließlich in den 1970er Jahren saniert.